# Supercoppa italiana 2002 (pallavolo maschile)
La Supercoppa italiana 2002 si è svolta il 19 ottobre 2002: al torneo hanno partecipato due squadre di club italiane e la vittoria finale è andata per la terza volta al Piemonte.

## Regolamento
Le squadre hanno disputato una gara unica.

## Squadre partecipanti
| Squadra  | Qualificazione                  | Ultima partecipazione    |
| -------- | ------------------------------- | ------------------------ |
| Piemonte | Vincitrice Coppa Italia 2001-02 | Supercoppa italiana 1999 |
| Daytona  | Vincitrice Serie A1 2001-02     | Supercoppa italiana 1998 |

## Torneo
| 19 ottobre 2002 PalaPanini, Modena Durata: 1h:04 - Spettatori: 3 145 | Daytona | 0 - 3 | Piemonte | 18-25, 20-25, 15-25 |